# 瓜爾辛塞

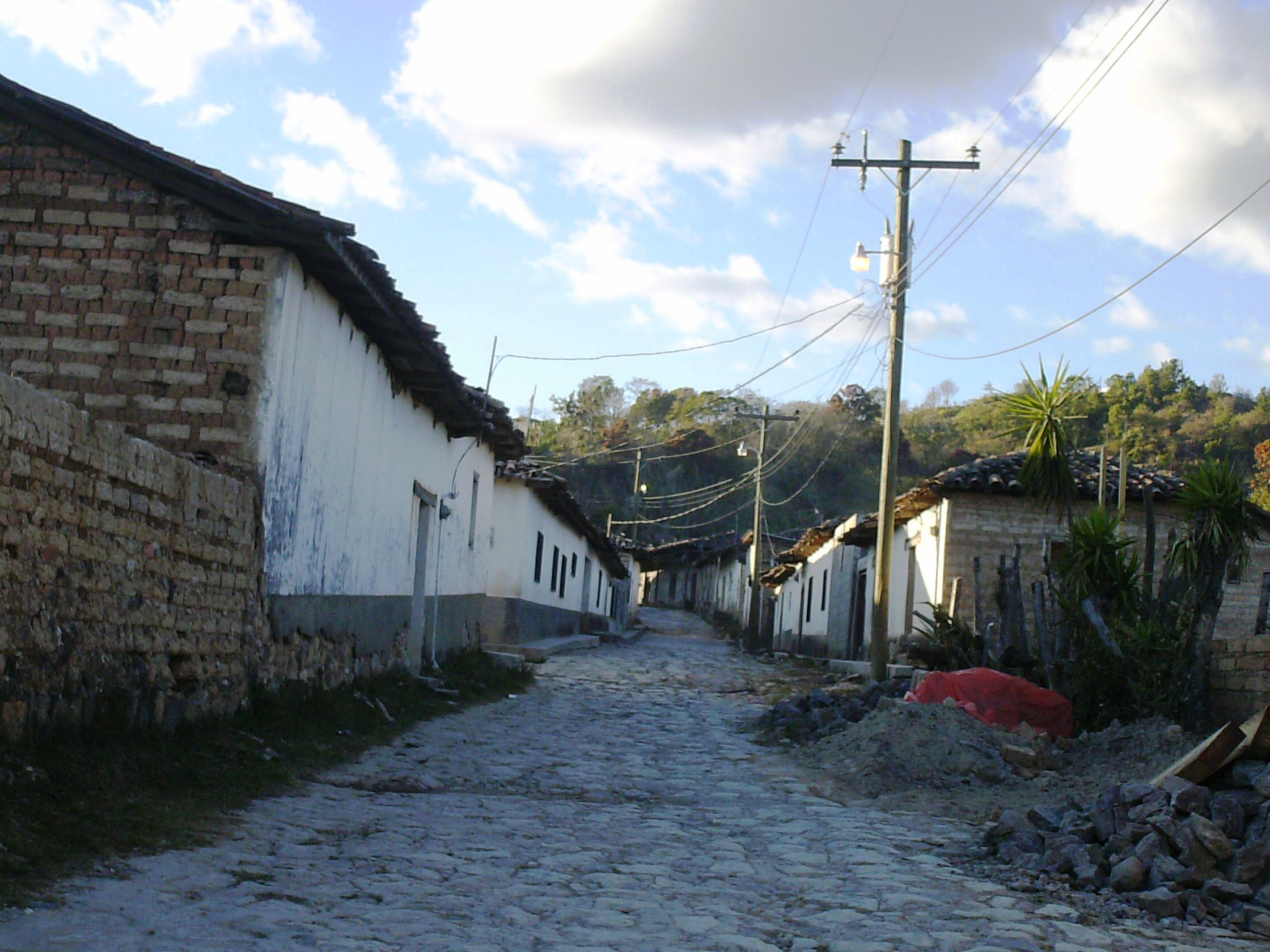
瓜爾辛塞

瓜爾辛塞（西班牙語：Gualcince），是洪都拉斯的城鎮，位於該國西南部，由倫皮拉省負責管轄，始建於1889年，面積162.5平方公里，海拔高度1,086米，2001年人口9,308，人口密度每平方公里57.28人。
14°07′N 88°33′W / 14.117°N 88.550°W